# Lippincott
Lippincott ist eine Markenstrategie- und Designagentur mit Hauptsitz in New York City. Sie ist Teil der Oliver Wyman Group zu der auch Oliver Wyman und NERA Economic Consulting gehören und ist damit eine Tochtergesellschaft der Marsh & McLennan Companies (MMC). Lippincott unterhält, neben dem Hauptsitz, Büros in Boston, London, Paris, Hong Kong und Dubai.
J. Gordon Lippincott eröffnete 1943 in New York eine Firma für Industriedesign und nachdem Walter P. Margulies 1945 in das Unternehmen einstieg, bekam sie den Namen Lippincott & Margulies. Zunächst konzentrierte sich die Arbeit auf Produktdesign aber innerhalb weniger Jahre kam Verpackungsdesign hinzu. In den 1950er Jahren etablierte sich das Unternehmen als Marktführer im Bereich Verpackungsdesign und entwickelte die erste Corporate Identity überhaupt für das Unternehmen Mead Johnston. Ab 1955 erscheint das firmeneigene Magazin Sense. Der Begriff und das Konzept der Corporate Identity wurde von J. Gordon Lippincott Anfang der 1960er entwickelt, er wollte damit eine ganzheitliche Herangehensweise an die Wahl von Produktdesign und -namen, Logo, Werbung und Marke erreichen. Dieser neue Ansatz verhalf Lippincott & Marguiles zu Aufträgen von  einigen der bekanntesten Unternehmen der USA. So entwickelten oder aktualisierten sie unter anderem die Markenauftritte von Coca-Cola, Duracell, Hertz, Campbells, American Express und Xerox. 1969 entwickelte das Unternehmen eines der heute bekanntesten Logos der Welt für das Unternehmen Pizza Hut. 1986 wurde das Unternehmen von MMC aufgekauft und analog zu den anderen Beratungsgesellschaften in Lippincott Mercer umbenannt. Diesen Namen behielt man bei bis 2007 im Zuge einer Reorganisation das Mercer wegfiel. Eine der wichtigsten Kampagnen der letzten Jahre war die Auffrischung der Marke McDonald’s im Jahre 2006.